# Problema matemático
Um problema de matemática é uma questão que pode ser enunciada em linguagem matemática e/ou analisada por métodos matemáticos. Um problema matemático pode ter uma solução, diversas soluções, ou mesmo nenhuma solução. Muitos problemas estão em aberto, ou seja, sem solução conhecida.
É costumeiro fazer distinção em matemática, entre problemas e exercícios: o exercício não requer invenção ou criação, apenas aplicação de conhecimentos já obtidos. Já para resolver um problema é necessária criatividade, sendo também usadas técnicas aprendidas, ou mesmo processos inatos, de heurística.
Um problema cuja solução foi procurada por séculos até quando se demonstrou sua impossibilidade é a quadratura do círculo.

## Problemas famosos
Ao longo dos tempos, muitos problemas matemáticos tornaram-se célebres. Dentre os quais pode-se citar:
- Quadratura do círculo: Utilizando apenas régua e compasso, desenhar um quadrado cuja área seja a mesma de um círculo dado.
- Duplicação do cubo: Utilizando apenas régua e compasso, desenhar a aresta de um cubo cujo volume seja o dobro de um cubo dado.
- Problema de Papo: Dadas quatro retas e quatro ângulos correspondentes, encontre o lugar geométrico de um ponto tal que as distâncias oblíquas do ponto às retas obedeça à relação: d1d2 : d3d4 = constante.[3][4]
- Problema de Alhazen: Dados uma fonte puntual de luz e um espelho esférico, determine onde fica o ponto no espelho onde um raio de luz é refletido para o olho do observador.[5]
- Problema da tautócrona: Encontre a curva tal que uma bolinha largada numa pista naquele formato a percorre acelerada pela gravidade num tempo que independe da posição inicial.[6][7]
- Problema da braquistócrona: Encontre a curva tal que uma bolinha largada numa pista naquele formato a percorre acelerada pela gravidade no menor tempo possível.[6][8]
- Problema de Monty Hall: Suponha que você está em um game show, e é dada a você a opção de escolha entre três portas: Atrás de uma porta há um carro; atrás das outras, cabras. Você escolhe uma porta, diga-se a Nº 1, e o apresentador, que sabe o que há atrás das portas, abre outra porta, diga-se a Nº 3, em que há uma cabra. Ele então lhe pergunta, "Você quer escolher a porta Nº 2?" É vantajoso mudar sua escolha?

No livro 100 Great Problems of Elementary Mathematics: Their History and Solution, de Dörrie, são apresentados cem problemas marcantes na história da matemática e as soluções encontradas por vários dos mais célebres matemáticos (incluindo soluções de Arquimedes, Isaac Newton, Leonhard Euler, Pierre de Fermat, Carl Gauss e muitos outros).

## Resolução de problemas vs. desenvolvimento de teorias
Um artigo de Timothy Gowers, intitulado The Two Cultures of Mathematics (em analogia ao The Two Cultures, de C. P. Snow) tornou-se célebre por fazer uma distinção do que o autor viu como "duas culturas" em pesquisas de matemática: a dos resolvedores de problemas e a dos desenvolvedores de teorias.

## Resolução de problemas na educação matemática
A resolução de problemas matemáticos é tema central de muitas discussões acerca de métodos de ensino.

### No Brasil
A metodologia de ensino de matemática através de atividades de resolução de problemas é pouco usada no Brasil. No Brasil, a metodologia de ensino com base na resolução de problemas é defendida por Jacob Palis:
| “ | A experiência das melhores escolas, no Brasil e no exterior, mostra que uma boa aula pressupõe desafiar os estudantes o tempo todo, de modo que eles sejam expostos a problemas cada vez mais complexos e estimulantes intelectualmente — o avesso da decoreba. Apenas num ambiente assim se abre o espaço necessário para a inventividade. (...) | ” |

Ainda no Brasil, Katia Smole vem desenvolvendo um estudo de referência quanto ao trabalho com as situações de problemas matemáticos e sua aplicação na educação, com base nas teorias matemáticas e das múltiplas inteligências.
"Muitos professores acreditarem que as dificuldades apresentadas por seus alunos em ler e interpretar um problema ou exercício de matemática estão associadas a pouca competência que eles têm para leitura. Também é comum a concepção de que, se o aluno tivesse mais fluência na leitura nas aulas de língua materna, conseqüentemente ele seria um melhor leitor nas aulas de matemática.
Embora tais afirmações estejam em parte corretas, pois ler é um dos principais caminhos para ampliarmos nossa aprendizagem em qualquer área do conhecimento, consideramos que não basta atribuir as dificuldades dos alunos em ler problemas a sua pouca habilidade em ler nas aulas de português. A dificuldade que os alunos encontram em ler e compreender textos de problemas estão, entre outras coisas, ligadas à ausência de um trabalho pedagógico específico com o texto do problema, nas aulas de matemática."

### Nos Estados Unidos
Em cursos universitários de matemática, Robert Lee Moore utilizava um método de ensino que ficou conhecido como o método de Moore, em que os próprios estudantes tinham que demonstrar os teoremas apresentados em aula pelo professor.

### Na Rússia
Na Rússia, o papel da resolução de problemas na educação tem tradicionalmente recebido grande importância, e é enfatizado nos cursos de preparação de professores.